# Oase Polis
Die Oase Polis (griechisch Ὄασις Πόλις ‚Oase Stadt‘) war laut Herodot eine antike griechische Kolonie von Samos in der ägyptischen Wüste.
Die Oase, die zu Herodots Geschichte passen würde, die Eroberung Ägyptens durch den persischen König Kambyses II. im Jahr 525 v. Chr., ist die so genannte Kleine oder Bahariya-Oase. Herodot beschreibt einen Feldzug von Theben über die „Oase Polis“ nach Westen zu den „Ammoniern“ (griechisch Ἀμμώνιοι, d. h. das Amun-Heiligtum in der Oase Siwa). Eine Oase, die westlich von Theben und in der angemessenen Entfernung von „einer siebentägigen Reise“ liegt, ist die Große oder Kharga-Oase, und diese Große Oase ist offenbar die Oase, die Herodot im Sinn hatte. Die übliche Route von Ägypten zur Oase Siwa führte jedoch über die so genannte Kleine Oase; eine Route über die Große Oase wäre ein unwahrscheinlicher Umweg durch unwirtliches Wüstengelände. Herodots Bericht ist daher als „hoffnungslos verworren“ bezeichnet worden, da er die Große und die Kleine Oase verwechselt.
Obwohl es a priori als äußerst unwahrscheinlich angesehen werden könnte, dass eine Wüstenoase von Seefahrern von der Insel Samos besiedelt wurde, wird diese Verbindung von modernen Historikern ernst genommen. Sicherlich gab es zu dieser Zeit viele griechische Gemeinschaften in Ägypten, vor allem Ionier (darunter Samier) und Karier, zum Beispiel als Söldner oder Händler. Insbesondere der samische Stamm, den Herodot als in der Oase Polis lebend erwähnt, die Aischrionier (griechisch τῆς Αἰσχριωνίης φυλῆς), tragen einen Namen, der auch aus Samos bekannt ist (griechisch Αἰσχρίων).
Die Oase Siwa war eine berühmte Orakelstätte des ägyptischen Gottes Amun. Im 7. oder 6. Jahrhundert v. Chr. etablierte sich der Kult dieses Amun in der griechischen Kolonie Kyrene, wo Amun mit dem griechischen Gott Zeus („Zeus Ammon“) gleichgesetzt wurde. Die Samier waren im antiken Kyrene stark vertreten, sie könnten also das fehlende Glied sein, das den Amun-Kult nach Kyrene brachte – eine wichtige Karawanenroute führte von Minya am Nil über Siwa nach Westen, wo sie das Meer bei Kyrene erreichte. Diese Route wurde ca. 650 v. Chr., d. h. zeitgleich mit oder kurz vor der Gründung von Kyrene im Jahr 632/1 v. Chr. eingerichtet.